# オワタP
オワタP（オワタピー、1987年12月31日 - ）は、日本の男性ミュージシャン、ボカロP。代表曲は『トルコ行進曲 - オワタ＼(^o^)／』『パラジクロロベンゼン』『リンちゃんなう!』など。東京都出身。アーティスト名はガルナ。
VOCALOID作品の以外にも、演奏してみたや、歌ってみた、ゲーム実況なども投稿している。

## 概要
東京都出身。神奈川県在住。一児の父。
VOCALOIDを喋らせる技術に定評があり、セリフパートのある曲を作ることが多い。また亜種キャラ、特に弱音ハク、亞北ネルを好んでおり、毎年8月9日には「ハクの日」として弱音ハクオリジナル楽曲を投稿している。また、ネガティブで憂鬱を詠った歌詞に定評があり中毒性が高い楽曲が多いのも特徴。ネタ曲が多いため、よくオワタP＝ネタ曲の人と思われがちだが、ガチ曲も数多く投稿している。ただし、ネタ曲のイメージが強すぎるため、ガチ曲は伸び悩むことも少なくない。
もともとは演奏してみたの弾き手だったが、2008年に投稿したトルコ行進曲にオワタすぎる歌詞をつけた作品『トルコ行進曲 - オワタ＼(^o^)／』が話題を呼び、再生回数がミリオンを越え、VOCALOID殿堂入りを果たした。それをきっかけにオワタPと呼ばれ始め、本人もVOCALOID作品投稿時はオワタPと名乗ることとなる。
生放送もコンスタントに行っている。最近はYouTubeでのライブ配信が多いが、雑談配信などは今でもニコニコ生放送で行うことが多い。また、2011年10月から2012年3月までの半年間、ニコニコ生放送公式ラジオ番組「ニコラジ」のVOCALOIDの日である、木曜日アシスタントも務めていた。
それ以外にもゲーム実況や歌ってみた動画なども投稿しており、活動は多種多様である。ディスコグラフィにも記載があるが、歌ってみたCDを発売したこともある。
また、動画投稿のみならず、小説の執筆も行い、商業小説を発売したこともある。過去にはブログ内で連載も行っていた。

## ディスコグラフィ

### メジャーアルバム
| 発売日        | タイトル                |
| ------------- | ----------------------- |
| 2016年3月16日 | THE BEST of オワタP無難 |

### 同人アルバム
- さんぷん＼(^o^)／
- ツギハギ-大地の章-
- ベンゼン＼(^o^)／復刻版
- ツマンネ＼(^o^)／復刻版
- いんぜい＼(^o^)／
- はくらん＼(^o^)／
- Sound of Diplomacy
- カタリテ＼(^o^)／
- ごった煮 -TOUKEN RANBU ARRANGE CD-
- インスト＼(^o^)／#03
- ジエンド＼(^o^)／
- インスト＼(^o^)／#02
- お前らが歌うのかよっ！～なぜ歌ったし～
- あっしゅ＼(^o^)／
- ボーナス＼(^o^)／
- インスト＼(^o^)／#01
- チェンジ＼(^o^)／
- ベンゼン＼(^o^)／
- ツマンネ＼(^o^)／

### 配信
- KARENT
  - さんぷん＼(^o^)／
  - そこに無いなら無いですね
  - かみサマなのな
  - いんぜい＼(^o^)／
  - カタリテ＼(^o^)／
  - 欲望解放24時
  - はくらん＼(^o^)／
  - ジエンド＼(^o^)／
  - ボーナス＼(^o^)／
  - チェンジ＼(^o^)／
  - ツマンネ＼(^o^)／
  - ベンゼン＼(^o^)／
- YouTube Music
- Apple Music
- レコチョク
- Spotify

## 小説・商業誌
- パラジクロロベンゼン - 2015年6月30日発売（一迅社）
- 小説『リンちゃんなう! SSs』
- 漫画『リンちゃんなう』シリーズ

## 商業ゲーム

### Project DIVA Arcade
- 片想いサンバ
- パラジクロロベンゼン
- リンちゃんなう！

### 初音ミク -Project DIVA- extend
- パラジクロロベンゼン

### 初音ミク -Project DIVA- F
- リンちゃんなう！

### 初音ミク -Project DIVA- F 2nd(PS3)
- パラジクロロベンゼン

### 初音ミク -Project DIVA- F 2nd(PS VITA)
- パラジクロロベンゼン

### GROOVE COASTER EX
- パラジクロロベンゼン

### ビート＆マジシャンズ
- パラジクロロベンゼン

### maimai
- トルコ行進曲 - オワタ＼(^o^)／
- 片想いサンバ

### Project DIVA Future Tone
- 片想いサンバ
- パラジクロロベンゼン
- リンちゃんなう！

### 初音ミク Project DIVA Future Tone DX
- 片想いサンバ
- パラジクロロベンゼン
- リンちゃんなう！

### 初音ミク Project DIVA MEGA39's
- リンちゃんなう！

### WACCA
- 進捗どうですか！

### CHUNITHM PARADISE LOST
- 呪歌

### D4DJ Groovy Mix
- トルコ行進曲 - オワタ＼(^o^)／
- リンちゃんなう！
- マジカル☆ぬこレンレン
- パラジクロロベンゼン
- アンチクロロベンゼン